# Petruskirche (Berlin-Lichterfelde)

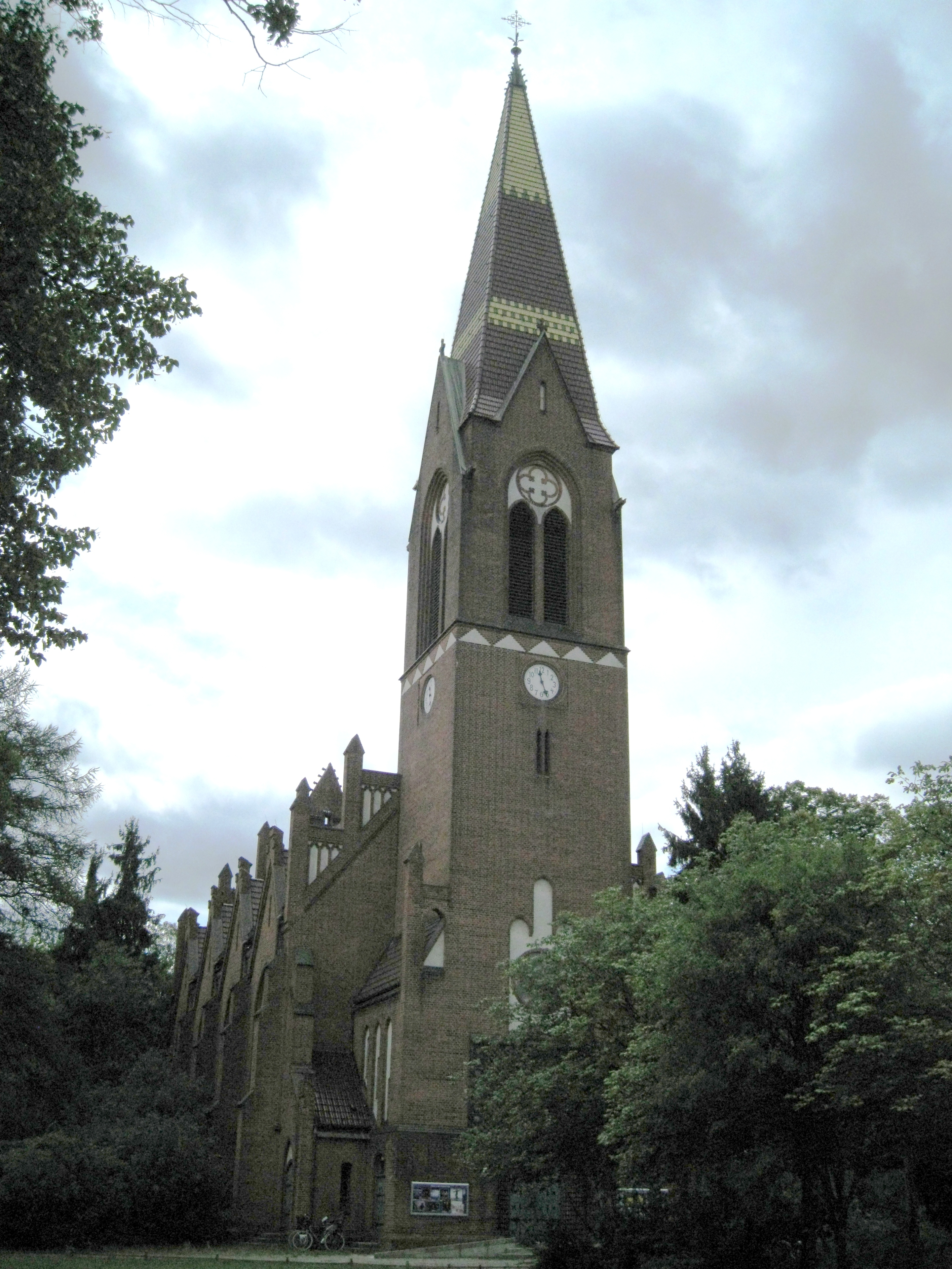
Petruskirche, 2012

Die  Petruskirche ist ein neugotisches Gotteshaus im Berliner Ortsteil Lichterfelde. Zwischen der Grundsteinlegung am 27. Mai 1897 und der Einweihung am 15. Dezember 1898 lagen 19 Monate. Am Ende des Zweiten Weltkriegs 1944 bei alliierten Luftangriffen durch Fliegerbomben beschädigt, konnte das Gebäude 1955–1956 wiederhergestellt werden und wurde in der Folge noch mehrfach verändert. Die Kirche steht unter Denkmalschutz.

## Geschichte

### Planung und Bau
Die Dorfkirche Lichterfelde und die Dorfkirche Giesensdorf, beide in alten Dörfern gelegen, genügten den Anforderungen der wachsenden Villenkolonie Groß-Lichterfelde nicht mehr. Zwar wurde durch eine Erweiterung der Dorfkirche Lichterfelde die Zahl der Sitzplätze verdoppelt, doch blieb diese Maßnahme ein Notbehelf. Die Bestrebungen, eine oder zwei neue Kirchen zu errichten, wie es der Gründer der Villenkolonie Johann Anton Wilhelm von Carstenn gefordert hatte, kamen bis 1895 nicht voran. In diesem Jahr beschloss die Kirchengemeinde im Einvernehmen mit dem Berliner Konsistorium, drei Kirchen zu bauen, die Petruskirche auf dem Wilhelmplatz (heute: Oberhofer Platz) im alten Giesensdorf, die Pauluskirche auf der Dorfaue im alten Lichterfelde sowie die Johanneskirche an der Ringstraße im südwestlichen Ortsteil. Aus dem Wettbewerb um die als Erstes zu errichtende Petruskirche ging Regierungs-Baumeister Ernst Goldbach als Sieger hervor.

### Schicksal des Gebäudes in den beiden Weltkriegen
Während des Ersten Weltkriegs wurden die beiden großen Glocken für Kriegsmaterial eingeschmolzen. Lediglich die kleinste Glocke blieb der Gemeinde erhalten. Nach dem Verkauf der im Turm verbliebenen Bronzeglocke 1922 zur Bezahlung neuer Glocken wurde ein vollständiges Glockengeläut, bestehend aus drei Gussstahlglocken der Glockengießerei Schilling, angeschafft. 1925–1926 erfolgte eine 1921 geplante Neuausmalung durch August Oetken, die am 14. März 1926 abgeschlossen wurde.
Ab 1942 im Zweiten Weltkrieg diente das Gebäude als Möbellager für Ausgebombte, sodass bis 1945 keine geregelten Gottesdienste mehr stattfanden. Anfang 1944 wurde das Dach bei einem alliierten Luftangriff durch Bomben beschädigt, und in der Folgezeit wurde die Kirche durch Dienststellen der NSDAP zur Materialgewinnung freigegeben. Nach dem Kriegsende war das Dach der Petruskirche nahezu vollständig abgedeckt. Die Bleiglasfenster gab es nicht mehr. So war der Innenraum den Unbilden der Witterung ausgesetzt. 1948 wurden die Dächer neu gedeckt und verhinderten das Eindringen weiterer Feuchtigkeit in das Mauerwerk der Kirche.

### Entwicklung ab 1945
Am 1. Oktober 1954 wurde die Lichterfelder Großgemeinde aufgelöst und die Petrus-Gemeinde selbstständig. Im Frühjahr 1955 wurde mit der Wiederherstellung des Kirchenraums begonnen aber mit einschneidenden Änderungen. Die ursprüngliche Wandgliederung wurde geändert, die Kapitelle der Pfeiler wurden vereinfacht und die Rosette in der Chorwand vermauert. Die durch Feuchtigkeit beschädigten Wandmalereien wurden nicht restauriert, sondern mit weißer Farbe übertüncht. Die beschädigten alten Prinzipalstücke wurden nicht wiederhergestellt, ebenso wenig die Orgel. Die Kanzel mit Schalldeckel wurde aus Holz neu angefertigt. Die Backsteinbrüstung der Empore verschwand hinter einer Verkleidung aus Holz. Am 11. Dezember 1955 weihte Bischof Otto Dibelius die Petruskirche erneut ein. 
Im Jahr 1981 wurde der Kirchenraum umgebaut, um ihn auch für nicht primär kirchliche Zwecke zu nutzen. Neben dem Einbau einer leistungsfähigen Heizungsanlage und Toiletten im Turm wurde vom Kirchenschiff unterhalb der Empore die Winterkirche abgeteilt. Die Verkleidung der Emporenbrüstung und die Kirchenbänke wurden entfernt. Am dritten Advent 1981 konnte die umgebaute Kirche wiederum eingeweiht werden.

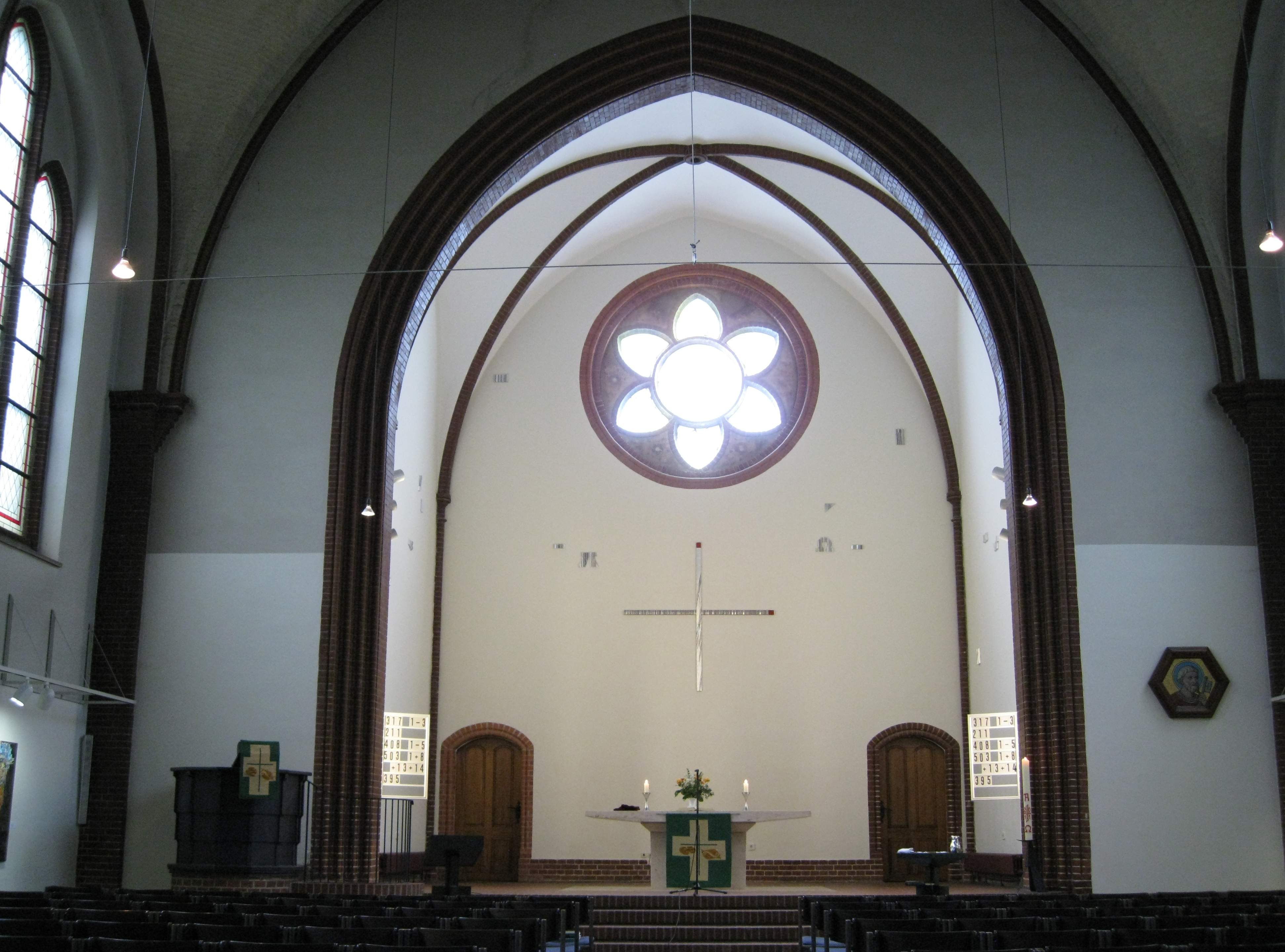
Altar der Petruskirche

Über der Stelle der zugemauerten Rosette befand sich von 1955 bis Juli 2006 das schlichte Holzkreuz. Ein zweckgebundenes Vermächtnis ermöglichte, das Rosettenfenster wiederherzustellen. Da die neue Rosette eine große Fläche der Altarwand einnimmt, wurde der gesamte Altarraum mit Kreuz und Altar neu konzipiert.
Die aus dem Jahr 1948 stammende Dacheindeckung der Petruskirche wurde erneuert. Die Neueindeckung des Turmhelmes und des Kirchenschiffdaches orientierte sich an der ursprünglichen Form und Farbe des Daches aus dem Jahr 1898.

## Bauwerk

### Kirchenschiffe
Die einschiffige Saalkirche ist ein mit roten Ziegeln verkleideter Mauerwerksbau. Die Dächer sind mit glasierten Falzziegeln gedeckt, das Turmdach ist verschiedenfarbig gemustert. Die Wände sind durch Strebepfeiler gegliedert. Die großen Spitzbogenfenster sind in Dreiergruppen gestaffelt. Kräftige Wandpfeiler tragen in vier Jochen das Kreuzgratgewölbe mit spitzbogigen Gurtbögen. Im ersten Joch ist die flachbogige Empore eingebaut. Der rechteckige Chor und die hinter dem Chor liegende Sakristei sind ebenfalls gewölbt. 

### Kirchturm und Eingänge
An der Vorderseite der Kirche steht in der Längsachse der 60 Meter hohe schlichte Kirchturm, abgeschlossen mit einem Wimperg und einem spitzen Helm. In ihm hängen drei Glocken, die 1924 vom Bochumer Verein gegossen wurden.
| Schlagton | Gewicht | Durchmesser | Höhe   | Inschrift                                                       |
| --------- | ------- | ----------- | ------ | --------------------------------------------------------------- |
| c′        | 1810 kg | 170 cm      | 125 cm | SEI GETREU BIS AN DEN TOD. OFF. JOH. 2,10.                      |
| e′        | 0940 kg | 140 cm      | 104 cm | WIR WERDEN UNTERDRÜCKT + ABER WIR KOMMEN NICHT UM + KOR. 4,9 +. |
| fis′      | 0870 kg | 124 cm      | 095 cm | DEM GERECHTEN MUSS DAS LICHT IMMER WIEDER AUFGEHEN + PS. 97,11. |

Am Fuß des Turms befindet sich die Haupteingangshalle, die von zwei schmalen Anbauten für die Treppen zur Orgelempore flankiert werden. Außer dem Haupteingang führen noch zwei Nebeneingänge in das Kirchenschiff mit 500 Sitzplätzen. Weitere 100 Sitzplätze bietet die Orgelempore.

## Ausstattung
Im Innern sind die Strebepfeiler, die Gurtbögen und die Einfassungen der Fenster und Türen mit Backsteinen verblendet. Die übrigen Flächen sind geputzt.

## Orgel

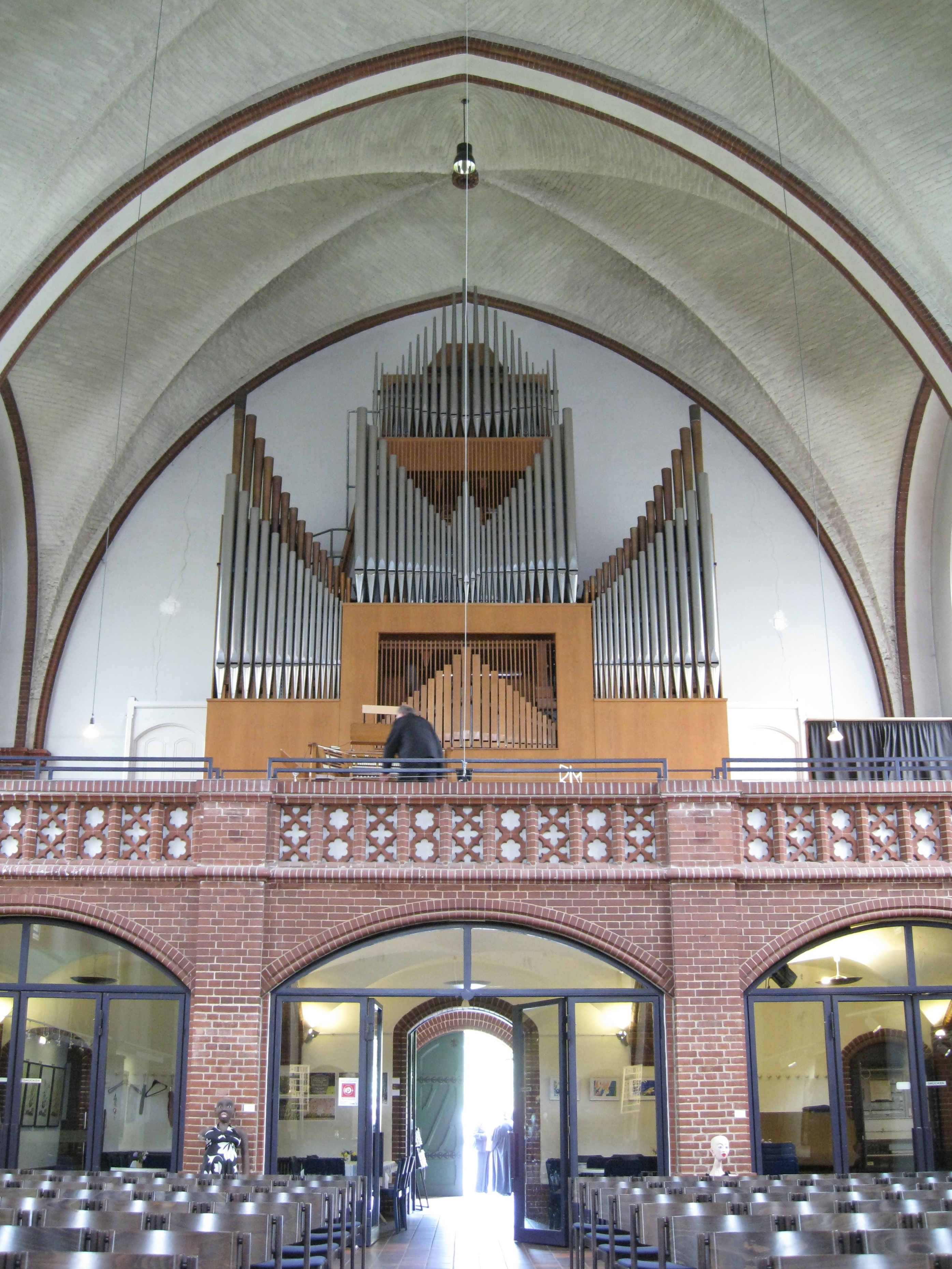
Orgel der Petruskirche

Die Orgel in romantischem Stil mit 15 Registern des Berliner Orgelbauers Ferdinand Dinse wurde zur Fertigstellung der Kirche auf der Empore an der Wand in einem Gewölbebogen eingebaut. Sie war weniger als halb so groß wie die heutige Orgel. Am Ende des Zweiten Weltkriegs war die Orgel in der Petruskirche zwar noch vorhanden, doch stark in Mitleidenschaft gezogen. Als Zwischenlösung diente in der Nachkriegszeit eine elektronische Orgel, deren Klang sich bald als unzureichend erwies. 1967 erhielt die Kirche für 170.000 Mark (kaufkraftbereinigt in heutiger Währung: rund 392.000 Euro) dann die heutige, von der Firma Walcker angefertigte Orgel mit 35 Registern. Dieses große Instrument konnte man nicht mehr in den Gewölbebogen einbauen, wo die alte Orgel gestanden hatte, und so wurde die neue Orgel auf die Empore gestellt. Im Jahr 2000 wurde die Orgel weitgehend neu intoniert. Durch diese Maßnahmen ist klanglich fast eine neue Orgel entstanden.
Eine weitere, 1930 durch den Orgelbauer G. F. Steinmeyer & Co. für den Gemeindesaal der Petruskirche erbaute Orgel befindet sich seit 1966 in der Reformationskirche in Berlin-Moabit.